# Логи (деревня, Ленинградская область)
Ло́ги (ижор. Loga, Loka, Lokove) — деревня в Вистинском сельском поселении Кингисеппского района Ленинградской области.

## История
На карте Ингерманландии А. И. Бергенгейма, составленной по шведским материалам 1676 года, она обозначена как деревня Ilana.
На шведской «Генеральной карте провинции Ингерманландии» 1704 года — как Vuby.
Как деревня Виби она обозначена на «Географическом чертеже Ижорской земли» Адриана Шонбека 1705 года.
Как деревня Логинула упомянута на карте Ингерманландии А. Ростовцева 1727 года.
На карте Санкт-Петербургской губернии Ф. Ф. Шуберта 1834 года обозначена деревня Логи, состоящая из 30 крестьянских дворов.

ЛАГИ — деревня принадлежит ведомству Ораниенбаумского дворцового правления, число жителей по ревизии: 94 м. п., 89 ж. п. (1838 год)

В пояснительном тексте к этнографической карте Санкт-Петербургской губернии П. И. Кёппена 1849 года она записана как деревня Loas (Ло́ги) и указано количество её жителей на 1848 год: ижоры — 104 м. п., 103 ж. п., всего 207 человек, которые относились к православному Сойкинскому Николаевскому приходу.
На карте профессора С. С. Куторги 1852 года упоминается деревня Логи из 30 дворов.

ЛАГИ — деревня Ораниенбаумского дворцового правления, 10 вёрст по почтовой, а остальное по просёлкам, число дворов — 29, число душ — 105 м. п. (1856 год)

ЛОГИ — деревня, число жителей по X-ой ревизии 1857 года: 117 м. п., 105 ж. п., всего 222 чел.

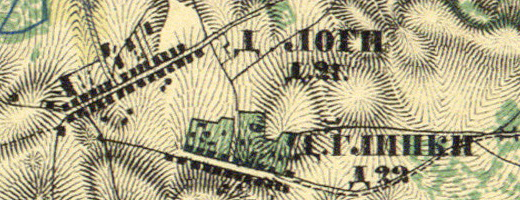
Деревня Логи на карте 1860 года

Согласно «Топографической карте частей Санкт-Петербургской и Выборгской губерний» в 1860 году деревня называлась Логи и состояла из 21 крестьянского двора.

ЛОГИ — деревня Дворцового ведомства при колодцах, число дворов — 32, число жителей: 120 м. п., 114 ж. п.; Часовня. (1862 год)

ЛОГИ — деревня, по земской переписи 1882 года: семей — 51, в них 166 м. п., 137 ж. п., всего 303 чел.

ЛОГИ — деревня, число хозяйств по земской переписи 1899 года — 67, число жителей: 193 м. п., 183 ж. п., всего 376 чел.;
 разряд крестьян: бывшие удельные; народность: русская — 31 чел., финская — 345 чел.

В конце XIX — начале XX века деревня административно относилась к Стремленской волости 2-го стана Ямбургского уезда Санкт-Петербургской губернии. Население деревни было исключительно ижорским.
В 1917 году деревня Логи входила в состав Стремленской волости Ямбургского уезда.
С 1917 по 1924 год деревня Логи входила в состав Логовского сельсовета Сойкинской волости Кингисеппского уезда.
С 1924 года в составе Горковского сельсовета.
Согласно данным переписи населения СССР 1926 года в деревне Логи проживали 488 человек, все ижоры.
С 1927 года в составе Котельского района.
С 1928 года в составе Кошкинского сельсовета.

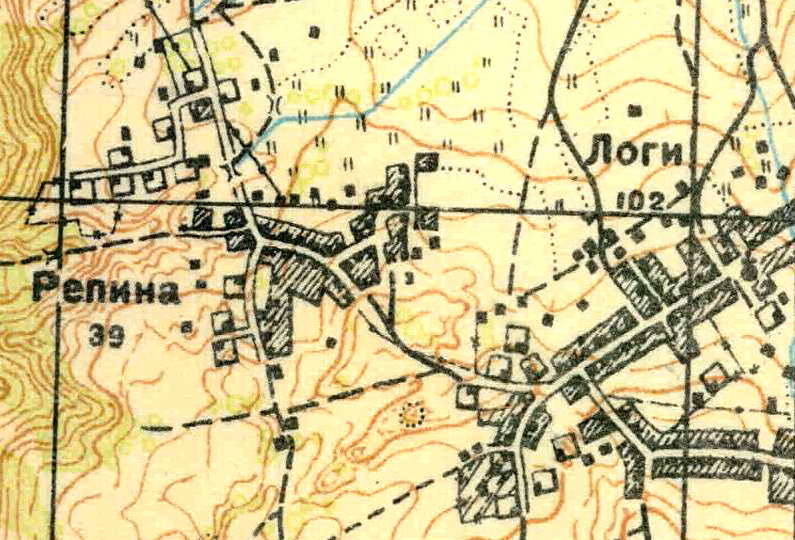
План деревни Логи. 1930 год

Согласно топографической карте 1930 года деревня насчитывала 102 двора, в центре деревни находилась часовня.
С 1931 года в составе Кингисеппского района.
По данным 1933 года деревня называлась Лога и входила в состав Горковского сельсовета Кингисеппского района.
C 1 августа 1941 года по 31 января 1944 года деревня находилась в оккупации.
В 1951 году население деревни Логи составляло 772 человека.
С 1954 года в составе Сойкинского сельсовета.
В 1958 году население деревни Логи составляло 192 человека.
По данным 1966, 1973 и 1990 годов деревня Логи также входила в состав Сойкинского сельсовета Кингисеппского района.
В 1997 году в деревне Логи проживали 87 человек, в 2002 году — 64 человека (русские — 84 %), деревня входила в состав Сойкинской волости с административным центром в деревне Вистино, в 2007 году — 92 человек.

## География
Деревня расположена в северной части района на автодороге 41А-007 (Санкт-Петербург — Ручьи).
Расстояние до административного центра поселения — 6 км.
Расстояние до ближайшей железнодорожной платформы Косколово — 18,5 км.
Деревня находится на Сойкинском полуострове у побережья Финского залива.

## Демография
| 1838 | 1848 | 1857 | 1862 | 1882 | 1899 | 1997 |
| ---- | ---- | ---- | ---- | ---- | ---- | ---- |
| 183  | ↗207 | ↗222 | ↗234 | ↗303 | ↗376 | ↘87  |
| 2007 | 2010 | 2017 |      |      |      |      |
| ↗92  | ↘70  | ↘54  |      |      |      |      |

### Национальный состав
Согласно данным Всероссийской переписи населения 2021 года в деревне проживали 73 человека, из них:
 русские — 68, ижорцы — 2, белорусы — 1, татары — 1, украинцы — 1 человек.

## Улицы
Прибрежная, Репинская, Ружевская, Сосновоборская.